# Kommission der Bischofskonferenzen der Europäischen Gemeinschaft
Die Kommission der Bischofskonferenzen der Europäischen Gemeinschaft (lat.: Commissio Episcopatum Communitatis Europensis (COMECE)) setzt sich aus den delegierten Bischöfen der katholischen Bischofskonferenzen auf dem Gebiet der Europäischen Union (EU) zusammen. Ihr ständiges Sekretariat hat seinen Sitz in Brüssel.

## Historischer Hintergrund
Die Diskussionen in den 1970er Jahren über die Einrichtung einer Verbindungseinrichtung zwischen den Bischofskonferenzen und der Europäischen Gemeinschaft führten schließlich 1979 – kurz vor den ersten Direktwahlen zum Europäischen Parlament – zur Entscheidung, diese Kommission einzurichten. COMECE wurde am 3. März 1980 gegründet.

## Gliederung und Arbeitsweise
Die Mitglieder wählen einen Exekutivausschuss, der aus dem Präsidenten, den beiden Vizepräsidenten und dem Generalsekretär besteht. Das ständige Sekretariat unter der Leitung des Generalsekretärs stellt die Kontinuität der Arbeit sicher.
Zwei Mal pro Jahr treffen sich die Bischöfe zur Vollversammlung, an der regelmäßig der Apostolische Nuntius, zuletzt von 2022 bis 2024 Erzbischof Noel Treanor, teilnimmt. Die Vollversammlung legt die Grundlinien der Arbeit fest. COMECE wird von den europäischen Bischofskonferenzen finanziert.

## Aufgaben und Ziele
COMECE versteht sich als einen europäischen Bestandteil zur Schaffung eines vereinigten Europas, die Definition ihrer Aufgaben und Ziele lautet:
- Die politischen Entwicklungen in der Europäischen Union beobachten und analysieren.
- Innerhalb der katholischen Kirche über die Entwicklungen der EU-Politik und -Rechtsetzung informieren und Interesse dafür wecken.
- Auf der Grundlage der christlichen Soziallehre der katholischen Kirche die Reflexion über die Herausforderungen eines vereinten Europas fördern.

## Bischofskonferenzen und weitere Mitglieder
Derzeit besteht die Kommission aus 25 permanenten Mitgliedern:
- Belgische Bischofskonferenz
- Bulgarische Bischofskonferenz
- Deutsche Bischofskonferenz
- Bischof von Tallinn
- Französische Bischofskonferenz
- Griechische Bischofskonferenz
- /  Irische Bischofskonferenz
- /  /  Italienische Bischofskonferenz
- Kroatische Bischofskonferenz
- Lettische Bischofskonferenz
- Litauische Bischofskonferenz
- Erzbischof von Luxemburg
- Maltesische Bischofskonferenz
- Niederländische Bischofskonferenz
- Österreichische Bischofskonferenz
- Polnische Bischofskonferenz
- Portugiesische Bischofskonferenz
- Rumänische Bischofskonferenz
- /  /  /  /  Nordische Bischofskonferenz
- Slowakische Bischofskonferenz
- Slowenische Bischofskonferenz
- Spanische Bischofskonferenz
- Tschechische Bischofskonferenz
- Ungarische Bischofskonferenz
- Erzeparch von Zypern (Maronitische Kirche)

## Präsidium, delegierte Bischöfe und Beobachter

### Präsidium
- Präsident: Mariano Crociata, Bischof von Latina-Terracina-Sezze-Priverno (Italien)[1]
- Vizepräsidenten:
  - Antoine Hérouard, Erzbischof von Dijon (Frankreich)
  - Nuno Brás da Silva Martins, Bischof von Funchal (Portugal)
  - Rimantas Norvila, Bischof von Vilkaviškis (Litauen)
  - Czeslaw Kozon, Bischof von Kopenhagen (Dänemark)

### Mitglieder
- Léon Wagener, Weihbischof in Luxemburg
- Stanislav Přibyl, Bischof von Leitmeritz
- Heiner Wilmer, Bischof von Hildesheim
- Ivan Šaško, Weihbischof in Zagreb
- Virgil Bercea, Bischof von Oradea Mare
- Lodewijk Aerts, Bischof von Brügge
- Gábor Mohos, Weihbischof in Esztergom-Budapest
- Manuel Nin, griechisch-katholischer Exarch von Griechenland
- Juan Antonio Martínez Camino, Weihbischof in Madrid
- Jozef Haľko, Weihbischof in Bratislava
- Theodorus Cornelis Maria Hoogenboom, Weihbischof in Utrecht
- Philippe Jean-Charles Jourdan, Bischof von Tallinn
- Ägidius Zsifkovics, Bischof von Eisenstadt
- Petko Walow, Bischof der Eparchie Hl. Johannes XXIII. in Sofia
- Joseph Galea-Curmi, Weihbischof in Malta
- Selim Jean Sfeir, Erzbischof von Zypern
- Andris Kravalis, Weihbischof in Riga
- Janusz Stepnowski Bischof von Łomża
- Anton Jamnik, Weihbischof in Ljubljana
- Kieran O’Reilly Erzbischof von Cashel und Emly

### Beobachter
- /  Bischofskonferenz von England und Wales, vertreten durch Nicholas Hudson, Weihbischof in Westminster
- Schottische Bischofskonferenz, vertreten durch Hugh Gilbert, Bischof von Aberdeen
- Schweizer Bischofskonferenz, vertreten durch Markus Büchel, Bischof von St. Gallen
- /  /  /  Internationale Bischofskonferenz der Heiligen Kyrill und Method, vertreten durch László Német, Erzbischof von Belgrad

## Abteilungen und Arbeitsthemen
- Kirche, Religion und Europa: Katholische Kirche in Europa, |Ökumene, Dialog mit anderen Religionen, Kirche und Staat in Europa
- Die EU in der Welt: Außen- und Sicherheitspolitik, Handelspolitik und Global Governance, Entwicklungspolitik
- Das Europäische Gesellschaftsmodell: Soziale Angelegenheiten, Informationsgesellschaft, Forschung und Bioethik, Bildung und Jugend
- Recht und Gerechtigkeit: Menschenrechte, Asyl und Migration, Juristische Fragen, Kirche und Staat in Europa
- Zukunft der EU: Europäische Integration, Europäisierung der Union.

## Bisherige Vorsitzende
- Franz Hengsbach, Bischof von Essen (1982–1984)
- Jean Hengen, Erzbischof von Luxemburg (1984–1990)
- Charles Amarin Brand, Erzbischof von Straßburg (1990–1993)
- Josef Homeyer, Bischof von Hildesheim (1993–2006)
- Adrianus Herman van Luyn SDB, Bischof von Rotterdam (2006–2012)
- Reinhard Marx, Erzbischof von München und Freising (2012–2018)
- Jean-Claude Hollerich, Erzbischof von Luxemburg (2018–2023)
- Mariano Crociata, Bischof von Latina-Terracina-Sezze-Priverno (seit 2023)